# 陳建年
陳 建年（チェン ジェンニェン、Chen Jian-Nian、1967年 - ）は、台湾台東市生まれの音楽家。プユマ族（卑南族）出身。

## 略歴
1980年、13歳でギターを始め、1982年従兄弟らとフォークソンググループ四弦合唱團を結成。1984年、高雄市の創作歌謡コンクールで新人賞を受賞し、次第に世間の注目を集め出す。
台東農工建築学校、警察学校を卒業後、警察官のかたわら音楽活動を継続し、1999年、台湾角頭音楽からファーストアルバム「海洋（ho-hi-yan ocean）」をリリース。
同アルバム「海洋（ho-hi-yan ocean）」により、第12回金曲奨（台湾のグラミー賞）最優秀男性歌手賞を受賞。さらにサミンガ（紀暁君）に提供した「神話」で最優秀作曲賞とダブル受賞したことで、一躍注目を浴びる。
プユマ族歌謡の大家である陸森宝の継承者と目されているが、スター歌手となった後も、いたってマイペースに音楽活動を続けている。
1999年より家族と離れ蘭嶼の警察に勤務していたが、2003年9月より台東市勤務。

## ディスコグラフィー

### アルバム
- 海洋（1999年）
- 勇士與稻穗（2001年）※ライブアルバム
- 大地（2002年）

### 映画サウンドトラック
- 海有多深（2000年）
- 東清村三號（2006年）
- 山有多高（2012年）
- 餘生-賽德克巴萊（2014年）